# Drillia acrybia
Drillia acrybia är en snäckart som först beskrevs av Dall 1889.  Drillia acrybia ingår i släktet Drillia och familjen Drilliidae. Inga underarter finns listade i Catalogue of Life.